# Kuropatnik

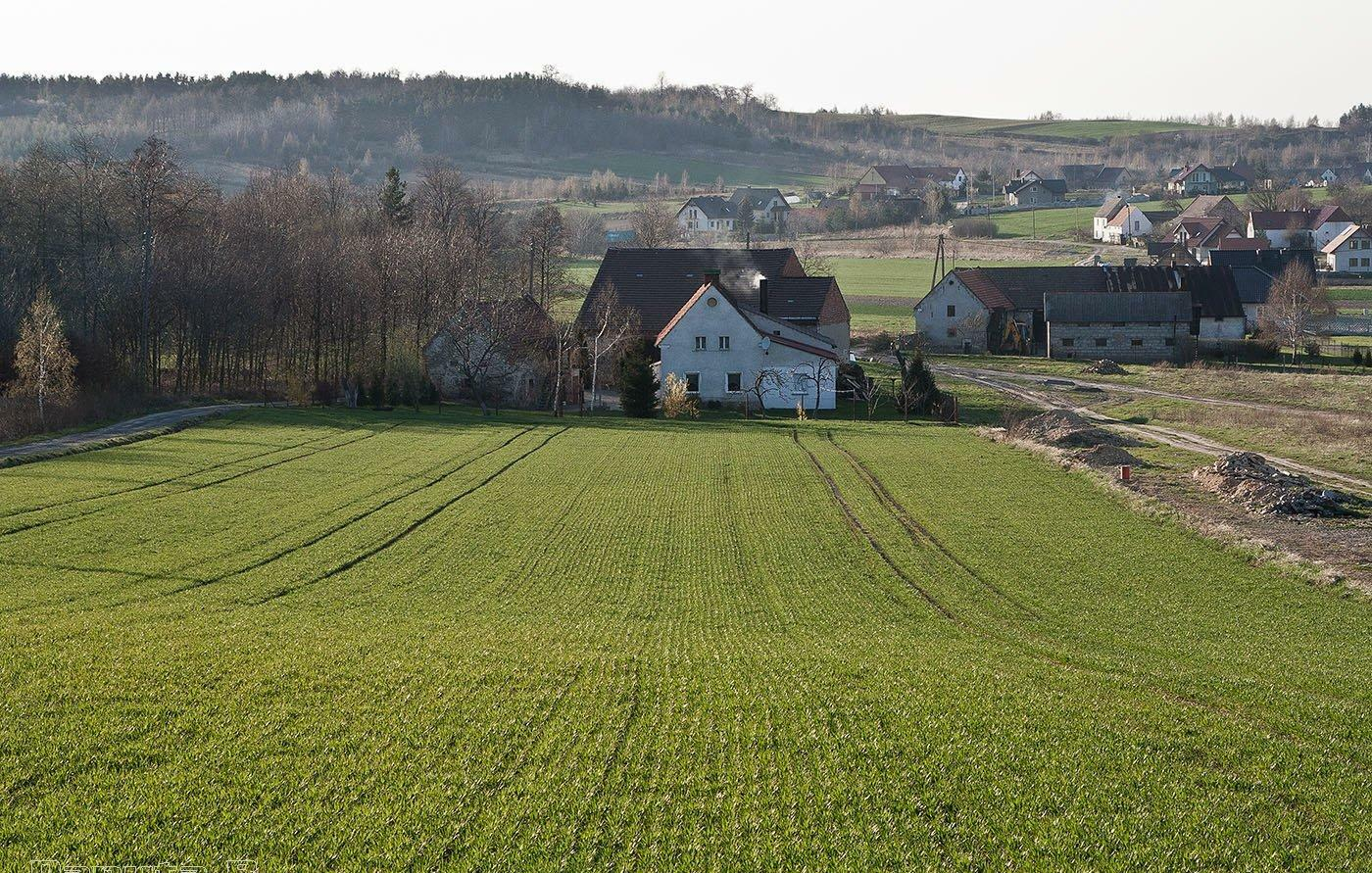
Kuropatnik

Kuropatnik (deutsch Töppendorf) ist ein Ort in der Stadt-Land-Gemeinde Strzelin (Strehlen) im Powiat Strzeliński (Kreis Strehlen) in der Woiwodschaft Niederschlesien in Polen.

## Lage

### Nachbarorte
Nachbarorte sind Gościęcice (Mehlteuer) im Nordwesten, Grabiny im Südwesten, Biedrzychów (Friedersdorf) im Norden, Jegłowa (Riegersdorf) im Südosten, Muchowiec (Mückendorf) im Nordosten.

## Geschichte
Die Ersterwähnung erfolgte 1323 als „Topphendorph“. Der Name, der auf eine Gründung im Zuge der Ostkolonisation schließen lässt, dürfte im Zusammenhang mit tonigem Ackerboden stehen. Grundherr war das königliche Domänenamt bzw. Rentamt Strehlen. 1783 bestand das Dorf aus 17 Bauern, 31 Gärtnern und Häuslern und 351 Einwohnern. 1845 waren es 130 Häuser, eine Freischoltisei, 934 Einwohner (78 katholisch und der Rest evangelisch), evangelische Kirche zu Strehlen, eine 1830 erbaute evangelische Schule nur für den Ort mit einem Lehrer, katholische Kirche zu Strehlen, eine Wassermühle, 29 Handwerker und fünf Händler. Zur Gemeinde gehörte der Dorfanteil Katschelken bzw. Ober Töppendorf. Bis 1945 gehörte Töppendorf zum Landkreis Strehlen.
Als Folge des Zweiten Weltkriegs fiel Töppendorf mit fast ganz Schlesien 1945 an Polen. Nachfolgend wurde es durch die polnische Administration in Kuropatnik umbenannt. Die deutschen Einwohner wurden, soweit sie nicht schon vorher geflohen waren, vertrieben. Die neu angesiedelten Bewohner stammten teilweise aus Ostpolen, das an die Sowjetunion gefallen war. Heute gehört Kuropatnik zur Stadt-Land-Gemeinde Strzelin.